# Medmassa frenata
Medmassa frenata is een spinnensoort uit de familie van de loopspinnen (Corinnidae).
De wetenschappelijke naam van de soort werd in 1877 als Megaera frenata gepubliceerd door Eugène Simon.